# Anca Safta
Pour les articles homonymes, voir Safta.
Anca Safta (née le 9 janvier 1978) est une athlète roumaine, spécialiste du demi-fond. 

## Biographie

### Palmarès
| Date | Compétition                    | Lieu        | Résultat | Performance |               |
| ---- | ------------------------------ | ----------- | -------- | ----------- | ------------- |
| 1995 | Championnats d'Europe juniors  | Nyiregyhaza | 3e       | 800 m       | 2 min 04 s 55 |
| 1996 | Championnats du monde juniors  | Sydney      | 5e       | 800 m       | 2 min 03 s 64 |
| 1996 | Championnats du monde juniors  | Sydney      | 2e       | 4 x 400 m   | 3 min 32 s 16 |
| 1997 | Championnats d'Europe juniors  | Ljubljana   | 1re      | 800 m       | 2 min 03 s 47 |
| 1997 | Championnats d'Europe juniors  | Ljubljana   | 6e       | 4 x 400 m   | 3 min 36 s 74 |
| 1999 | Championnats d'Europe espoirs  | Göteborg    | 3e       | 1 500 m     | 4 min 09 s 78 |
| 1999 | Championnats d'Europe espoirs  | Göteborg    | 3e       | 4 x 400 m   | 3 min 31 s 71 |
| 2000 | Championnats d'Europe en salle | Gand        | 3e       | 4 x 400 m   | 3 min 36 s 28 |

### Records
| Épreuve      | Performance   | Lieu     | Date            |
| ------------ | ------------- | -------- | --------------- |
| 800 mètres   | 2 min 01 s 75 | Bucarest | 10 août 2003    |
| 1 500 mètres | 4 min 09 s 78 | Göteborg | 31 juillet 1999 |